# La Jana
La Jana (vlastním jménem Henriette Margarethe Niederauer, známá také jako Henny Hiebel; 24. února 1905 Vídeň – 13. března 1940 Berlín) byla rakouská tanečnice a herečka, která se prosadila v německém filmu.

## Život

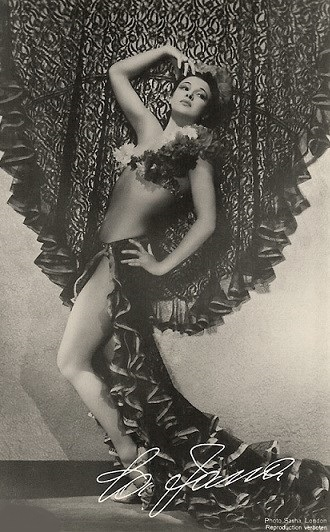
La Jana ve 30. letech.

### Mládí a kariéra
Narodila se na vídeňském předměstí Mauer jako nemanželské dítě zlatníka Heinricha Hiebela a jeho služebné Anny Niederauerové. Když jí byly dva roky, rodina se přestěhovala do Frankfurtu nad Mohanem, kde její rodiče uzavřeli sňatek. Henny, stejně jako její starší sestra Anny, již od osmi let vystupovala ve Frankfurtské opeře a později se stala baletkou a revuální tanečnicí. Pro film ji objevil režisér a producent Géza von Cziffra pravděpodobně ve slavném pařížském kabaretu Le Chat noir a po příchodu do Berlína ji představil producentovi Fredericu Zelnikovi, kterému se ji podařilo prosadit do filmů. La Jana debutovala roku 1925 v dokumentárním filmu Wilhelma Pragera Wege zu Kraft und Schönheit - Ein Film über moderne Körperkultur (Cesta k síle a kráse – film o moderní tělesné kultuře), který obsahoval na svou dobu odvážné nahé scény.
Do konce dekády se objevila v dalších deseti filmech a jako tanečnice nadále vystupovala v revue v Berlíně, Stockholmu i Londýně. Kromě revue účinkovala také v operách An und Aus, Casanova a Die schöne Helena. Po turné s revue Streamline, kde vystupovala jako španělská tanečnice se vrátila do Německa na natáčení dramatu Truxův záhadný případ (1937), díky kterému se stala filmovou hvězdou. Po další tři roky byla obsazena do dalších pěti snímků a řadila se k německé herecké elitě.

### Osobní život a smrt
Štíhlá brunetka vynikla jako typ záhadné exotické krásky a zvolila si pseudonym La Jana, o kterém rozšířila legendu, že pochází z Indie a znamená „Říše květin“. Nacistická propaganda ji využívala jako důkaz světovosti německé kultury. Byla známá také svým skandálním osobním životem: už ve čtrnácti letech tajně porodila syna, jehož další osudy nejsou známy (roku 1954 se objevil člověk, který se za něj vydával, ale byl odhalen jako podvodník). Mezi její milence patřili herec Charlie Chaplin, korunní princ Vilém Pruský i říšský ministr propagandy Joseph Goebbels.
Během uměleckého turné na počátku druhé světové války dostala zápal plic, na který zemřela ve Wilmersdorfu ve věku 35 let. Objevily se dohady, že byla ve skutečnosti zavražděna tajnou policií pro svou účast v organizaci pomáhající Židům v útěku z nacistického Německa.

## Filmografie
(pouze filmy uvedené v české distribuci)
- 1927 Pán s monoklem
- 1928 Princ z obchodu
- 1931 Smolař
- 1937 Truxův záhadný případ
- 1938 Tygr z Ešnapuru
- 1938 Když hvězdy svítí
- 1938 Indický hrob
- 1939 Lidé z varieté
- 1940 Hvězda z Ria